# Twice (album)
#Twice (Hashtag Twice) là album tiếng Nhật đầu tiên của nhóm nhạc nữ Hàn Quốc Twice. Đây là album tổng hợp bao gồm cả phiên bản tiếng Hàn và tiếng Nhật cho cả năm bài hát chủ đề trước đây của nhóm. Album được phát hành vào ngày 28 tháng 6 năm 2017 bởi Warner Music Japan.
Album đã vượt qua 100.000 bản bán ra trong vòng 4 ngày sau khi phát hành và bán được tổng cộng 136.157 bản trong tuần đầu tiên. Nó đã bán ra hơn 200.000 bản trên Oricon Albums Chart trong vòng chưa đầy một tháng và chưa đầy hai tháng, nó đã bán được hơn 260.000 bản và đạt được chứng nhận Bạch kim của Hiệp hội Công nghiệp Ghi âm Nhật Bản (RIAJ)

## Bối cảnh và phát hành
Đầu tháng 2 năm 2017, Twice tung ra trang web và các kênh truyền thông xã hội khác tiếng Nhật. Hình ảnh và quảng cáo lớn của Twice đã được nhìn thấy trên các bức tường của các khu mua sắm và ga tàu điện ngầm hoạt động nhiều ở Tokyo vào ngày 8 tháng 2. Ngày 24 tháng 2, nhóm chính thức công bố việc ra mắt tại Nhật vào ngày 28 tháng 6 năm 2017. Sau đó nhóm tiết lộ rằng họ sẽ phát hành một album tổng hợp có tiêu đề #Twice bao gồm 10 bài hát cả phiên bản tiếng Hàn và tiếng Nhật của "Like Ooh-Ahh", "Cheer Up" và "TT". Cùng ngày, năm chương trình buổi sáng của Nhật Bản đã thông báo cho người xem đài về sự ra mắt sắp tới Twice trong một cuộc phỏng vấn.
Vào ngày 31 tháng 5, Twice phát hành chi tiết của album, bao gồm danh sách bài hát. Nó có ba phiên bản: Standard Edition, First Press Limited Edition A (CD và sách ảnh) và Limited Edition B (CD và DVD).
Ngày 7 tháng 6, Warner Music Japan đã tải lên một đoạn video ghi lại ngắn về Twice cho phiên bản tiếng Nhật "Like Ooh-Ahh" trên YouTube. Một tuần sau đó, Twice phát hành nhạc số "Signal (phiên bản tiếng Nhật)", Cùng với phiên bản ngắn của video âm nhạc của bài hát, như là một bản xem trước và đếm ngược thời gian phát hành album. #Twice chính thức phát hành vào ngày 28 tháng 6. Nó cũng được phát hành dưới dạng tải nhạc số ở định dạng EP trên các cổng trực tuyến khác nhau, bao gồm các trang nhạc Hàn Quốc do Genie Music phân phối, gồm năm bài hát tiếng Nhật.

## Quảng bá
Ngày 14 tháng 6 năm 2017, có thông báo rằng Twice sẽ hợp tác với chiến dịch 109 Summer Sale của cửa hàng Shibuya 109 Store năm 2017 để đánh dấu phát hành album #Twice. Cửa hàng này là chủ nhân của các pop-up store có tên là #Twice Pop-up Store và #Twice Gallery tại chi nhánh Tokyo và Osaka trong suốt tháng 7. Nhóm cũng đã phát động chiến dịch quảng cáo với Tokyo Tower. Ngày 29 và 30 tháng 6, các chữ cái "TT", tượng trưng cho ca khúc chủ đề, được thắp sáng trên đài thiên văn tại địa điểm du lịch Nhật Bản.
Nhóm đã biểu diễn "TT (phiên bản tiếng Nhật)" lần đầu tiên trên chương trình truyền hình Music Station vào ngày 30 tháng 6, là nhóm nhạc nữ Hàn Quốc đầu tiên biểu diễn trên chương trình này kể từ năm 2012. Họ xuất hiện trong tập đặc biệt 2 tiếng cùng với Exile The Second, Kanjani8, Keyakizaka46, Đằng Cương Điện, Tomoyo Harada và Hey! Say! JUMP.
Ngày 2 tháng 7, Twice đã tổ chức showcase debut hai phần của họ mang tên Touchdown in Japan tại Cung thể dục thể thao trung tâm Tokyo, nơi mà nhóm biểu diễn 5 bài hát tiếng Nhật đầu tiên của họ, "Touchdown" của Page Two, "Jelly Jelly" và "One in a Million" của Twicecoaster: Lane 1 và một bản mix năm ca khúc tiếng Hàn đầu tiên của họ. Có khoảng 15.000 người tham dự.
Twice chào đón hơn 10.000 fan hâm mộ thông qua chương trình "Hi-Touch", một sự kiện mà bạn có thể high five và bắt tay trong cự ly rất gần với các thành viên của nhóm nhạc, tổ chức tại Makuhari Messe ở Mihama-ku, Chiba vào ngày 5 tháng 8 và tại Intex Osaka ở Suminoe-ku, Osaka vào ngày 6 tháng 8.

## Hiệu suất thương mại
#Twice ra mắt ở vị trí thứ 2 trên bảng xếp hạng Album hàng ngày của Oricon vào ngày 27 tháng 6 năm 2017, bán được 46.871 bản. Sau đó nó đã giành vị trí đầu trong bảng xếp hạng hàng ngày vào ngày thứ năm. Album đứng thứ 2 trên bảng xếp hạng Oricon Weekly Album Chart, bán được 136.157 bản, đây là album bán chạy nhất trong tuần đầu tiên trong số các nghệ sĩ K-pop ở Nhật trong hai năm qua. Nó cũng ra mắt ở vị trí số 1 trên bảng xếp hạng Oricon Weekly Digital Album với tổng số lượt tải là 6.295. Album cũng đã đứng vị trí thứ 2 trên bảng xếp hạng Billboard Japan Hot Albums và trụ trên bảng xếp hạng 25 tuần trong năm 2017.
Vào ngày 6 tháng 7, có thông báo rằng hơn 210.000 bản của album này đã được bán ra trong vòng một tuần kể từ khi phát hành. Ngày 4 tháng 12, có thông báo cho rằng đây là album nội địa bán chạy nhất năm 2017 của các nghệ sĩ K-pop trên Tower Records Japan. Album đã vượt qua 326,400 lượt giao hàng tính đến ngày 23 tháng 2 năm 2018.

## Danh sách bài hát
| STT | Nhan đề                               | Phổ lời                                             | Phổ nhạc                             | Biên khúc                                                | Thời lượng |
| --- | ------------------------------------- | --------------------------------------------------- | ------------------------------------ | -------------------------------------------------------- | ---------- |
| 1.  | "Like Ooh-Ahh (Phiên bản tiếng Nhật)" | Black Eyed Pilseung Sam Lewis Yhanael               | Black Eyed Pilseung Sam Lewis        | Rado                                                     | 3:35       |
| 2.  | "Cheer Up (Phiên bản tiếng Nhật)"     | Sam Lewis Yu Shimoji                                | Black Eyed Pilseung                  | Rado                                                     | 3:28       |
| 3.  | "TT (Phiên bản tiếng Nhật)"           | Sam Lewis Shoko Fujibayashi                         | Black Eyed Pilseung                  | Rado                                                     | 3:34       |
| 4.  | "Knock Knock (Phiên bản tiếng Nhật)"  | Sim Eun-jee Min Lee "collapsedone" Mayu Wakisaka    | Min Lee "collapsedone" Mayu Wakisaka | Min Lee "collapsedone"                                   | 3:15       |
| 5.  | "Signal (Phiên bản tiếng Nhật)"       | J.Y. Park "The Asiansoul" Yu Shimoji Samuelle Soung | J.Y. Park "The Asiansoul" Kairos     | J.Y. Park "The Asiansoul" Kim Seung-soo Armadillo Kairos | 3:16       |
| 6.  | "Like Ooh-Ahh"                        | Black Eyed Pilseung Sam Lewis                       | Black Eyed Pilseung Lewis            | Rado                                                     | 3:35       |
| 7.  | "Cheer Up"                            | Sam Lewis                                           | Black Eyed Pilseung                  | Rado                                                     | 3:28       |
| 8.  | "TT"                                  | Sam Lewis                                           | Black Eyed Pilseung                  | Rado                                                     | 3:34       |
| 9.  | "Knock Knock"                         | Sim Eun-jee Min Lee "collapsedone" Mayu Wakisaka    | Min Lee "collapsedone" Mayu Wakisaka | Min Lee "collapsedone"                                   | 3:15       |
| 10. | "Signal"                              | J.Y. Park "The Asiansoul"                           | J.Y. Park "The Asiansoul" Kairos     | J.Y. Park "The Asiansoul" Kim Seung-soo Armadillo Kairos | 3:16       |

| Limited edition bonus DVD | Limited edition bonus DVD                                  | Limited edition bonus DVD |
| STT                       | Nhan đề                                                    | Thời lượng                |
| ------------------------- | ---------------------------------------------------------- | ------------------------- |
| 1.                        | "TT (Phiên bản tiếng Nhật)" (music video)                  |                           |
| 2.                        | "Signal (Phiên bản tiếng Nhật)" (music video)              |                           |
| 3.                        | "Like Ooh-Ahh (Phiên bản tiếng Nhật)" (making music video) |                           |
| 4.                        | "#Twice" (jacket shooting making movie)                    |                           |
| 5.                        | "TT (Phiên bản tiếng Nhật)" (music video making movie)     |                           |
| 6.                        | "Signal (Phiên bản tiếng Nhật)" (music video making movie) |                           |
| 7.                        | "Like Ooh-Ahh" (music video)                               |                           |
| 8.                        | "Cheer Up" (music video)                                   |                           |
| 9.                        | "TT" (music video)                                         |                           |
| 10.                       | "Knock Knock" (music video)                                |                           |
| 11.                       | "Signal" (music video)                                     |                           |

## Sản xuất nội dung
Được ghi nhận từ ghi chú của album.

### Địa điểm
| Thu âm - JYPE Studios, Seoul, Hàn Quốc - Kairos Music Group, Los Angeles, California Hòa âm - JYPE Studios, Seoul, Hàn Quốc - Mirrorball Studios, Seoul, Hàn Quốc | Xử lý hậu kỳ - JFS Mastering, Seoul, Hàn Quốc - Sonic Korea, Seoul, Hàn Quốc - Honey Butter, Seoul, Hàn Quốc - The Mastering Palace, thành phố New York - Sterling Sound, thành phố New York |

### Nhân sự
Nhân viên JYP Entertainment
- Song Ji-eun "Shannen" (JYP Entertainment Japan) – nhà sản xuất điều hành
- Jimmy Jeong (JYP Entertainment) – nhà sản xuất điều hành
- J. Y. Park "The Asiansoul" – nhà sản xuất, sắp đặt nhạc phổ, phím đàn và lập trình máy tính âm nhạc (cho "Signal (Japanese ver.)" và "Signal")
- Sim Eun-jee – assistant producer
- Min Lee "collapsedone" – trợ lý sản xuất, sắp đặt nhạc phổ và lập trình máy tính âm nhạc (cho "Knock Knock (Japanese ver.)" và "Knock Knock")
- Kim Seung-soo – trợ lý sản xuất, sắp đặt nhạc phổ, phím đàn và lập trình máy tính âm nhạc (cho "Signal (Japanese ver.)" and "Signal")
- Armadillo – trợ lý sản xuất (JYP Publishing), sắp đặt nhạc phổ, phím đàn và lập trình máy tính âm nhạc (cho "Signal (Japanese ver.)" và "Signal")
- Yasuhiro Suziki (JYP Entertainment Japan) – kế hoạch chiến lược
- Rinko Narita (JYP Entertainment Japan) – A&R
- Lee Ji-hoon (JYP Entertainment Japan) – A&R
- Ayumi Saiki (JYP Entertainment Japan) – nghệ sĩ và marketing fan hâm mộ
- Lee Seong-ah (JYP Entertainment Japan) – nghệ sĩ và marketing fan hâm mộ
- Kim Sung-bub (JYP Entertainment Japan) – nghệ sĩ và marketing fan hâm mộ
- Hong Mina (JYP Entertainment Japan) – nghệ sĩ và marketing fan hâm mộ
- Kang Minju (JYP Entertainment Japan) – nghệ sĩ và marketing fan hâm mộ
- Cho Hae-sung (JYP Entertainment) – quản lý tại Hàn Quốc
- Sun Jin-chul (JYP Entertainment) – quản lý tại Hàn Quốc
- Jung Kyoung-hee (JYP Entertainment Japan) – quản trị viên
- Kim Taehwa (JYP Entertainment Japan) – quản trị viên
- Park Nam-yong (JYP Entertainment) – biên đạo vũ đạo
- Kim Hyung-woong (JYP Entertainment) – biên đạo vũ đạo
- Yun Hee-soo (JYP Entertainment) – biên đạo vũ đạo
- Na Tae-hoon (JYP Entertainment) – biên đạo vũ đạo
- Yoo Kwang-yeol (JYP Entertainment) – biên đạo vũ đạo
- Kang Da-sol (JYP Entertainment) – biên đạo vũ đạo
- Lee Tae-sub (JYP Entertainment) – kỹ sư thu âm
- Choi Hye-jin (JYP Entertainment) – kỹ sư thu âm
- Eom Se-hee (JYP Entertainment) – kỹ sư thu âm
- Lim Hong-jin (JYP Entertainment) – kỹ sư thu âm
- Jang Han-soo (JYP Entertainment) – kỹ sư thu âm
- Lee Jeong-yun "Lia" (JYP Publishing) – xuất bản
- Kim Min-ji (JYP Publishing) – xuất bản
- Shin Da-ye (JYP Publishing) – xuất bản

Nhân viên Warner Music Japan
- Kaz Kobayashi – nhà sản xuất điều hành
- Hayato Kajino – người giám sát
- Rie Sawaoka – người giám sát
- Yukiyasu "German" Fujii – chief A&R
- Toshio Kai – A&R
- Nao Fuse – A&R
- Hidetsugu Sato – quảng bá doanh số
- Naoki Takami – lập kế hoạch và marketing kỹ thuật số
- Yoshinori Ishii – lập kế hoạch và marketing kỹ thuật số
- Mamoru Fukumitsu – WMJ "JYP room"
- Lim Wan-chul – WMJ "JYP room"
- Han Gui-taek – WMJ "JYP room"
- Kimi Yoneda – WMJ "JYP room"
- Masayo Kuroda – phối sản phẩm
- Mizuho Makizaka – thư ký A&R

Nhân viên thu âm phiên bản tiếng Nhật
- Goei Ito (Obelisk) – chỉ đạo thu âm
- Yu-ki Kokubo (Obelisk) – chỉ đạo thu âm
- Satoshi Sasamoto – hoạt đọng công cụ chuyên nghiệp

Nhân viên thiết kế
- Toshiyuki Suzuki (United Lounge Tokyo) –chỉ đạo nghệ thuật
- Yasuhiro Uaeda (United Lounge Tokyo) – thiết kế
- Takaki Kumada – nhiếp ảnh
- Valet – chỉ đạo phong cách ảnh bìa
- Choi Hee-sun – chỉ đạo phong cách video âm nhạc
- Lim Ji-hyun – chỉ đạo phong cách video âm nhạc
- F.Choi – chỉ đạo phong cách video âm nhạc
- Lee Jin-young – trợ lý stylist
- Ju Young-suk – trợ lý stylist
- Heo Su-yeon – trợ lý stylist
- Park Nae-joo – chỉ đạo làm tóc
- Kim Se-gyeong – chỉ đạo làm tóc
- Han So-hee – trợ lý chỉ đạo làm tóc
- Kim Hwa-yeon – trợ lý chỉ đạo làm tóc
- Won Jung-yo – chỉ đạo trang điểm
- Choi Su-ji – trợ lý chỉ đạo trang điểm
- Jung You-jung – trợ lý chỉ đạo trang điểm

Đoàn làm phim
- Jimmy (BS Pictures) – đạo diễn video âm nhạc ("TT (Phiên bản tiếng Nhật)")
- Kim Young-jo (Naive Creative Production) – đạo diễn video âm nhạc ("Signal (Phiên bản tiếng Nhật)")
- Yoo Seung-woo (Naive Creative Production) – đạo diễn video âm nhạc ("Signal (Phiên bản tiếng Nhật)")
- Taikou Nakamura – making music video director ("Like Ooh-Ahh (Phiên bản tiếng Nhật)")
- Han Gui-taek – jacket shooting making movie director ("#Twice"), music video making movie director ("TT (Phiên bản tiếng Nhật)"), music video making movie director ("Signal (Phiên bản tiếng Nhật)")
- Yu Yamaguchi (Warner Music Mastering) – Tác giả DVD

Nhân sự khác
- Rado – session instruments và computer programming (cho "Like Ooh-Ahh (Phiên bản tiếng Nhật)", "Cheer Up (Phiên bản tiếng Nhật)", "TT (Phiên bản tiếng Nhật)", "Like Ooh-Ahh", "Cheer Up" và "TT")
- Joe J. Lee "Kairos" – session instruments, keyboards, computer programming và vocal production (cho "Signal (Phiên bản tiếng Nhật)" và "Signal")
- Hobyn "K.O" Yi – additional engineering và vocal production (cho "Signal (Phiên bản tiếng Nhật)" và "Signal")
- Jihyo – background vocals (cho "Like Ooh-Ahh (Phiên bản tiếng Nhật.)", "Cheer Up (Phiên bản tiếng Nhật)", "TT (Phiên bản tiếng Nhật)", "Knock Knock (Phiên bản tiếng Nhật)", "Like Ooh-Ahh", "Cheer Up" và "TT")
- Nayeon – background vocals (cho "TT (Phiên bản tiếng Nhật)", "Knock Knock (Phiên bản tiếng Nhật)" và "TT")
- Ikuko Tsutsumi – background vocals (cho "Like Ooh-Ahh (Phiên bản tiếng Nhật)", "Cheer Up (Phiên bản tiếng Nhật)", "TT (Phiên bản tiếng Nhật)", "Knock Knock (Phiên bản tiếng Nhật)" và "Signal (Phiên bản tiếng Nhật)")
- Mayu Wakisaka – background vocals (cho "Knock Knock (Phiên bản tiếng Nhật)" và "Knock Knock") và vocal recording director (cho "Knock Knock (Phiên bản tiếng Nhật)")
- Esther Park "Legaci" – background vocals (cho "Signal" và "Signal (Phiên bản tiếng Nhật)")
- Kim Yong-woon "Goodear" – recording engineer (cho "Like Ooh-Ahh" và "Cheer Up") và mixing engineer (cho "Knock Knock (Phiên bản tiếng Nhật)" và "Knock Knock")
- fabiotheasian – recording engineer và assistant mixing engineer (cho "Like Ooh-Ahh")
- Wes Koz – assistant recording engineer (cho "Signal (Phiên bản tiếng Nhật.)" và "Signal")
- Han Chul-kyu – assistant recording engineer (cho "Like Ooh-Ahh")
- Jang Hong-seok – assistant recording engineer (cho "Cheer Up")
- Park Sang-rok – assistant recording engineer (cho "TT")
- Samuel J Lee "Swish" – vocal production (cho "Signal (Phiên bản tiếng Nhật)" và "Signal")
- Lee Tae-sub – mixing engineer (cho "Like Ooh-Ahh (Phiên bản tiếng Nhật)", "Cheer Up (Phiên bản tiếng Nhật)", "TT (Phiên bản tiếng Nhật)", "Like Ooh-Ahh", "Cheer Up" và "TT")
- Choi Hye-jin – assistant mixing engineer (cho "Cheer Up (Phiên bản tiếng Nhật)", "TT (Phiên bản tiếng Nhật)", "Cheer Up" và "TT")
- Tony Maserati – mixing engineer (cho "Signal (Phiên bản tiếng Nhật)" và "Signal")
- Miles Comaskey – assistant mixing engineer (cho "Signal (Phiên bản tiếng Nhật)" và "Signal")
- Kwon Nam-woo – mastering engineer (cho "Like Ooh-Ahh (Phiên bản tiếng Nhật)", "Cheer Up (Phiên bản tiếng Nhật)" và "TT (Phiên bản tiếng Nhật)")
- Park Jung-un – mastering engineer (cho "Knock Knock (Phiên bản tiếng Nhật)", "Signal (Phiên bản tiếng Nhật)", "Knock Knock" và "Signal")
- Dave Kutch – mastering engineer (cho "Like Ooh-Ahh")
- Chris Gehringer – mastering engineer (cho "Cheer Up" và "TT")
- Will Quinnell – assistant mastering engineer (cho "TT")

## Bảng xếp hạng

### Xếp hạng tuần
| Bảng xếp hạng (2017)                 | Vị trí cao nhất |
| Japan Hot Albums (Billboard)         | 2               |
| Album Nhật Bản (Oricon)              | 2               |
| Album New Zealand Heatseekers (RMNZ) | 8               |
| Album Đài Loan (Five Music)          | 4               |

### Bảng xếp hạng cuối năm
| BXH (2017)                   | Thứ hạng |
| Japan Hot Albums (Billboard) | 21       |
| Japanese Albums (Oricon)     | 15       |

## Chứng nhận
| Quốc gia                                  | Chứng nhận | Số đơn vị/doanh số chứng nhận |
| ----------------------------------------- | ---------- | ----------------------------- |
| Nhật Bản (RIAJ)                           | Bạch kim   | 250.000^                      |
| ^ Chứng nhận dựa theo doanh số nhập hàng. |            |                               |

## Giải thưởng
| Năm  | Giải thưởng                      | Hạng mục               | Kết quả   | Chú thích |
| ---- | -------------------------------- | ---------------------- | --------- | --------- |
| 2018 | Japan Gold Disc Award lần thứ 32 | Album của năm (châu Á) | Đoạt giải | [ 49 ]    |
| 2018 | Japan Gold Disc Award lần thứ 32 | Best 3 Albums (châu Á) | Đoạt giải | [ 49 ]    |